# ジョン・オルドリッジ
ジョン・ウィリアム・オルドリッジ（John William Aldridge, 1958年9月18日 - ）は、イングランド・リヴァプール出身の元サッカー選手、元アイルランド代表。元サッカー指導者。現役時代のポジションはセンターフォワード。
1980年代後半のリヴァプールFCの攻撃を牽引したストライカーとして知られており、ウェンブリー・スタジアムでの歴史あるFAカップ決勝戦で初めてペナルティーキックを失敗した最初の選手としても記憶されている。また、イングランドのリーグ戦において記録した合計330得点はリーグ史上6番目に高い記録である。

## 経歴

### クラブ

#### ニューポート・カウンティ
オルドリッジは、トップリーグに到達するまで多大な時間を要した。1970年代にノンリーグのサウス・リヴァプールFCでキャリアを開始し、1979年5月2日の20歳の時に3500ポンドでウェールズから越境参加している4部のニューポート・カウンティAFCと契約した。サマートン・パーク滞在中はFAカップの12試合7得点を含む通算198試合87得点を挙げ、2.25試合に1得点を記録するなど顕著な活躍を見せており、4季の間にトミー・タイナンやデイヴ・グウィザーとコンビを組み、3部への昇格とウェルシュカップ優勝により参加したUEFAカップウィナーズカップ 1980-81の準々決勝進出に貢献した。
ニューポート・カウンティ加入1季目の1979-80シーズンは、リーグ戦で38試合14得点を挙げて3部への昇格とウェルシュカップ獲得に貢献し、翌シーズンはリーグ戦27試合7得点で印象をあまり残すことはなかったが、欧州カップ戦の舞台での上位進出に一役買った。1981-82シーズンは36試合11得点で少し改善を見せ、1982-83シーズンは41試合17得点で更に改善されたが、あと一歩のところで2部への昇格を逃した。1983-84シーズンにはコンビを組んでいたタイナンが去るも、2月末の時点で26得点を挙げる活躍をしており、クラブ史上トップを争う能力を見せていた。

#### オックスフォード・ユナイテッド
1984年3月21日に移籍金7万8000ポンドで同3部のオックスフォード・ユナイテッドFCと契約する。レイ・ホートン、ビリー・ハミルトン (en) 、ピーター・ローズ＝ブラウン (en) らと共にクラブ史上最高と呼ばれたチームの一員として活躍することになったオックスフォードでは、まず、4月7日にフェローズ・パークでのウォルソールFC戦 (1-0) で後半から初出場を飾り、20日の本拠地でのボルトン・ワンダラーズFC戦 (5-0) で初得点を挙げた。3部を優勝した1季目は、シーズン終盤に途中加入したために控え目の登場にとどまったものの、次の1984-85シーズンはハミルトンと共に素晴らしいコンビを築き、2部史上19年ぶりとなる30得点の大台を叩きだして得点王を獲得すると共に公式戦34得点でクラブ史上シーズン最多得点記録を更新し、チームの1部昇格に多大な貢献をした。
1部昇格1季目にしてリーグ戦で得点ランク3位入りする程に得点を量産しており、フットボールリーグカップではウェンブリー・スタジアムでのクイーンズ・パーク・レンジャーズFCとの決勝戦 (3-0) でこそ無得点だったが、同大会で6得点を挙げる活躍を見せ、オックスフォード・ユナイテッド史上初にして唯一となる主要タイトル獲得に一役買い、クラブの絶頂期を共に過ごした。一方、リーグ戦では降格危機にあったが、39試合で23得点をあげて残留に尽力した。1984年から1986年の在籍中に記録したカップ戦の17試合14得点を含む通算141試合90得点と1.5試合に1得点を挙げる高い得点率は、多くのファンに長く記憶されるものとなっている。また、1984年11月24日のリーズ・ユナイテッドAFC戦でハットトリック、リーグカップのジリンガムFC戦で4得点を記録しており、1986年11月8日のマンチェスター・ユナイテッド戦 (2-0) では、後に長期政権を築くアレックス・ファーガソン監督の初試合で先制点を挙げて土をつけた。

#### リヴァプール
1986-87シーズン終了後にエースストライカーのイアン・ラッシュをユヴェントスFCへ失うことが決定していたリヴァプールFCは、後継として実績と経験のある選手探しをシーズン中に着手しており、プレーベン・エルケーア・ラルセン、チェルシーFCのデイヴィッド・スピーディー、アーセナルFCのチャーリー・ニコラスなどの複数の選手が候補になったことに加えて身体的に似通っていたオルドリッジも候補の1人に挙げられた。そして、オックスフォードで25試合15得点を挙げていたところで白羽の矢を立てられ、1987年1月27日に移籍金75万ポンドでケニー・ダルグリッシュ選手兼監督率いるリヴァプールと契約し、ラッシュとコンビを組むこととなると共に中盤や控えにまわったポール・ウォルシュ、兼任となったダルグリッシュ監督の代役を務めることにもなった。1987年2月21日のヴィラ・パークでのアストン・ヴィラFC戦 (2-2) でクレイグ・ジョンストンに代わって46分から初出場を飾り、それから1週間後の28日にアンフィールドでのサウサンプトンFC戦 (1-1) で60分に移籍後初にして決勝点を挙げているが、同シーズンのチームは最終的にリーグ優勝することはなく無冠に終わり、リーグカップでは決勝のアーセナル戦 (1-2) で敗北した。なお、自身はブラッドフォードで同大会に出場経験があるために資格がなかった。
イアン・ラッシュの後継者として
ラッシュが去った1987-88シーズンは後継者として重圧を背負うこととなり、ダルグリッシュ監督は少しでも重圧を和らげる狙いからラッシュが使用していた背番号9をオックスフォードからの新加入でウイングのレイ・ホートンに渡したことで、自身は背番号8を割り当てられて（なおこの番号はクラブの伝説的選手で自身のアイドルであるロジャー・ハントが着用していたものだった）スタートを切った。すると、開幕からの29試合無敗を含めて僅か2敗のみと圧倒的な強さを誇り、2位のマンチェスター・ユナイテッドに勝ち点9差をつけて優勝するチームの中にあって、新加入でウイングのピーター・ベアズリーとジョン・バーンズやホートンと共に刺激的な攻撃陣を形成し、クラブ史上最高記録となる10試合連続得点を最初の9試合（昨季の最終戦を含める）で達成したように序盤戦から重圧を跳ね除けるプレーを見せ、最終的に26得点で得点王に輝いて後釜に相応しいことを証明した。一方のFAカップでは、準決勝のノッティンガム・フォレストFCでは卓越したチームの連動からボレーシュートを含め2得点を挙げて決勝に導いているが、決勝のウィンブルドンFC戦では、1点を追いかける中で後半に自身がファールを受けてペナルティーキックを獲得すると、リヴァプール加入してから失敗していないこともあってキッカーを務めるも、相手GKデイヴ・ビーサントに蹴る方向を読まれて止められ、FAカップ決勝戦史上初めてPKを失敗した選手となった。この失敗後程なくしてベンチに下がり、チームもそのまま1点差を追いつけずに敗戦して2冠とはならなかった。
翌1988-89シーズンは、ラッシュがイタリアの水に馴染めず失敗してリヴァプールに復帰したことで、プレースタイルが酷似していたオルドリッジは余剰戦力になるだろうとの推測がされたものの、ダルグリッシュ監督はコンビを組ませて反証している。この新たな連携はオルドリッジにとって上手くいっていたが、ラッシュにとっては慣れ親しんだチームであるにもかかわらず、再び力を示すことに苦労しており、度々控えにまわっていた。FAチャリティ・シールドでのウィンブルドン戦 (2-1) に先発出場して2得点を挙げ、昨季の悪夢から解放されてスタートを切ると、それから1週間後の敵地でのチャールトン・アスレティックFCとの開幕戦 (3-0) でハットトリック、3月14日のルートン・タウンFC戦 (5-0) で再びハットトリックを達成し、この時点で合計15得点を記録した。5月13日のウィンブルドン戦 (2-1) でシーズン20得点目を挙げ、最終的にチーム最多の22得点を挙げる。また、FAカップで8得点、リーグカップで2得点、そしてチャリティ・シールドでの2得点を合わせて公式戦34得点を記録し、シーズンを終えた。個人では昨季と同様に成功を収めたものの、1989年4月15日にシェフィールドのヒルズボロ・スタジアムで行われたFAカップ準々決勝のノッティンガム戦でテラスと呼ばれるゴール裏の立ち見席でサポーターが押しつぶされ大勢の死者を出したヒルズボロの悲劇が起こったことに衝撃を受け、地元のリヴァプールで生まれで少年時代はサポーターだったオルドリッジは、出来る限り葬儀に出席し、そして現役引退を真剣に考えていた。最終的に代替スタジアムのオールド・トラッフォードで行われたFAカップの再試合 (3-1) に出場し、2得点を挙げて勝利に貢献している。なお、リヴァプールの3得点目となった相手DFブライアン・ローズのオウンゴールに対して、取り乱す相手選手の髪を笑いながらクシャクシャに撫でて祝った行為は、批判がされた。そして、エヴァートンFCとのマージーサイド・ダービーとなったFAカップ決勝では、試合開始から僅か4分後にファーストタッチで先制点を挙げたことによって昨季のPK失敗の汚名返上となっているが、皮肉なことに自身に代わって途中出場したラッシュが延長戦に2得点を挙げて優勝を決定付けている。同シーズンはリーグ戦21得点を含む公式戦で31得点を記録した。
リヴァプールのリーグ優勝とFAカップ優勝の"2冠"は1985-86シーズンに達成するも、1987-88シーズンはウィンブルドンによって阻まれており、1988-89シーズンは最終節の本拠地アンフィールドでのアーセナル戦で再び2冠の機会が訪れていた。オルトリッジも同試合に出場しているが、得点を挙げることが出来ず、1点差を追いかけているところをアディショナルタイムにマイケル・トーマスの得点を許し、得点数でアーセナルを下回ったチームはリーグ優勝を逃した。試合終了の笛が鳴ると同時にやるせなくピッチに座っていた際に相手ディフェンダーにして代表での同僚デヴィッド・オレアリーが起こしに来たが腹立たしげに反応した。
少年時代からファンであるリヴァプールで104試合63得点、リーグ戦に限定すれば83試合50得点を記録した。地元出身ということもあり愛されているオルドリッジは、2006年にリヴァプールの公式ウェブサイト上で行われた世論調査で「コップ（リヴァプールFCサポーター）に衝撃を与えた100選手」という投票では35位にランクインしている。

#### レアル・ソシエダ
1989-90シーズンにラッシュが完全に復調したことでダルグリッシュ監督は4-4-2システムに戻し、そして2トップにラッシュとビアズリーのコンビを選択したことで控えになると、9月上旬にスペイン1部のレアル・ソシエダからの移籍金110万ポンドのオファーをチームは受け入れ、ソシエダ史上初の非バスク人選手となった。そして、同シーズンの出場2試合目にしてリヴァプールでの最後の試合となったクリスタル・パレスFC戦では、当初ベンチスタートだったが、チームがPKを獲得すると投入されてキッカーを任され、クラブ史上最多得失点差9-0の勝利に関与した。試合後に観客に向けてユニフォームとスパイクを投げ入れた翌日の1989年9月13日にソシエダと正式に契約を締結した。エスタディオ・デ・アトーチャ在籍中は、強豪FCバルセロナ相手に4試合6得点、特にカンプ・ノウでは2得点を挙げる活躍を見せ、リーグ戦63試合33得点を含む公式戦75試合40得点と成功を収めていたにもかかわらず、家族がバスク自治州の生活に馴染めずにいたため、ちょうど2季在籍後の1991年にジョン・トシャック監督に移籍要求リストを提出した。

#### トレンメア・ローヴァーズ
マージーサイドに戻ってきた後、アストン・ヴィラFCから移籍金100万ポンドのオファーがあったものの、1991年7月11日に移籍金僅か25万ポンドでトレンメア・ローヴァーズFCと契約する。初出場を飾った8月17日のブライトン・アンド・ホーヴ・アルビオンFC戦 (2-0) で2得点を挙げたのを皮切りに、最初の5試合で9得点を挙げる得点力を見せて最終的に公式戦40得点を挙げており、ペナルティーエリアでの強さから以後の公式戦で26、28、26、29、20と6季連続でチーム最多の得点者として活躍した。1998年5月4日のプレントン・パークでのウルヴァーハンプトン・ワンダラーズFC戦 (2-1) で2得点を挙げて39歳228日で現役生活に別れを告げ、最終的にトレンメアではカップ戦の25試合22得点を含む294試合174得点を記録した。チームとしては、在籍6季の間に1992-93、1993-94、1994-95の3季でチーム最高位のトップ6圏内入りするも、毎回プレーオフで準決勝敗退となっていたため、プレミアリーグ昇格を果たせず、自身もトップリーグへの復帰の機会を逃している。また、1993-94シーズンにはリーグカップで優勝に近づいていたが、準決勝のアストン・ヴィラ戦でPK戦の末に敗退した。
オルドリッジは、代表を含めたキャリア通算889試合476得点を記録した。
指導者として
1996年4月12日、トレンメアを約9年に渡って率いたジョン・キング (en) 監督の後を2年契約で引き継ぎ、クラブ史上初の選手兼任監督となる。監督業に専念した後は、1999-2000シーズンにリーグカップで番狂わせを何度も起こしてレスター・シティFCとの決勝戦へ導き、翌2000-01シーズンは準決勝にまで駒を進めていたが、その一方でリーグ戦は同シーズンに3部へ降格しており、オルドリッジは降格直前の2001年3月17日にバーンズリーFC戦 (2-3) で敗戦した同日に辞任し、以後は監督業に就いていない。

### 代表
両親はイギリス生まれながらも祖母がアイルランドのアスローンに生まれていたことから、所謂グラニー・ルールの資格があり、クラブでの同僚で同じく資格があったホートンと共にジャッキー・チャールトン監督に見出され、チャールトン監督就任第1試合目となった1986年3月26日のランズダウン・ロードでのウェールズ戦 (0-1) でホートンと共にアイルランド代表として初出場を飾る。自身初主要大会のUEFA欧州選手権1988では、イングランド戦 (1-0) に勝利、ソビエト連邦戦 (1-1) に引き分け、オランダに敗北してグループリーグで敗退する中で全3試合先発出場するも無得点に終わっており、その後もプレー内容こそ良くても得点を挙げられない日々が続いた末、1998年10月19日のチュニジア戦 (4-0) で出場20試合目にして待望の初得点を記録した。
1989年4月26日の1990 FIFAワールドカップ・ヨーロッパ予選でのスペイン戦 (1-0) には、当初招集されていたが、ヒルズボロの悲劇によって出場する心境になかったため辞退しており、代表チームからも許可された。11月15日の同予選でのマルタ戦 (2-0) で2得点にして公式戦初得点を挙げ、チーム史上初のFIFAワールドカップ出場に導いた。しかし、1990 FIFAワールドカップでは、チームがベスト8進出を成し遂げる（準々決勝でイタリアに敗退）一方で、オルドリッジ自身は全5試合に先発出場したにもかかわらず、オランダ戦 (1-1) のオフサイド判定もあり、無得点に終わった。
UEFA EURO '92予選では、最初のトルコ戦 (5-0) でハットトリックを挙げる良いスタートを切ると、チームは最終的に無敗だったものの、UEFA EURO '92出場を逃した。この挫折にもかかわらず、次の1994 FIFAワールドカップ・ヨーロッパ予選では、ラトビア戦 (4-0) でのハットトリックを含む6得点を挙げて1994 FIFAワールドカップ進出に貢献し、グループステージのメキシコ戦 (1-2) で待望のワールドカップ初得点を挙げているが、プレー以外の騒動で多くの人の記憶されることになった。そのメキシコ戦で2点を追いかける中、チャールトン監督がオルドリッジを投入する際に、審判の認知の遅さによって投入が遅れると、これに対してチャールトン監督とオルドリッジの両名は激しく卑語を発し、第4審判に向かって激しく口撃した言葉が明確にテレビ視聴者に聞こえており、試合後に両名は処罰された。なお、肝心の試合は敗北しているが、投入から6分後の自身の得点がグループリーグ突破を決定付けるものだった。
UEFA EURO '96では、最初のラトビア戦 (3-0) で2得点を挙げる好スタートを切ると、敵地での北アイルランド戦 (4-0) で1得点、最終節のラトビア戦 (2-1) で再度2得点を挙げているが、グループリーグ2位によるプレーオフでのオランダ戦 (0-2) に敗れてUEFA EURO 96出場を逃した。その後、1998 FIFAワールドカップ・ヨーロッパ予選の序盤にプレーする機会があったにもかかわらず、クラブでの監督業に集中するために1996年に代表を引退したため、フランク・ステープルトンの代表最多得点数20にあと一歩及ばなかった。10年間での活動で69試合19得点を記録し、その内の8得点がラトビア戦でのものだった。

### 引退後
現役引退後は、様々なメディアで解説者として活動しており、特にラジオ局のRadio City 96.7で古巣リヴァプール戦の解説やクラブの公式チャンネルLFC TVで定期的に開設をしつつ、元リヴァプールの選手で構成されたチームでプレーを楽しんでいる。また、1998年に自叙伝を作成し、翌年にHodder & StoughtonからゴーストライターのHyder Jawadとの共著でJohn Aldridge: My Storyを出版した。
2006年にはアイルランド放送協会によるCharity You're a Starで優勝し、その過程で小児病院への公認チャリティーでお金を調達した。2008年3月に自伝のオーディオCDシリーズ60 minutes with John Aldridgeに参加し、司会者のデイヴィッド・ナイトと一緒に自身のキャリアについて徹底的に話し合い、その後サイン会を開く。その際にEveryman appeal charityを支援するためにCDを2000枚コピーすることに同意した。2008年にノンリーグにリヴァプールファンが創設したAFCリヴァプールのパトロンを務める。2009年までリヴァプールのヴィクトリア・ストリートにあるアルドという名のバーの共同経営者であり、そこにはアイルランドのリヴァプールファンがレッズ（リヴァプールの愛称）を観戦するための場所として人気だった。
2000年代半ばに起きたニューズ・インターナショナル電話盗聴スキャンダルに巻き込まれており、2011年に警察から自身の携帯電話がハッキングされていたことを明かされた。
2011年3月にTwitterのアカウントを開設するも、リヴァプールとライバル関係にあるマンチェスター・ユナイテッドのファンとのやり取りで怒り、スカムとスラングを発する等、なかなか馴染めずに1年後にアカウントを閉鎖することにした。

## タイトル
クラブ
ニューポート・カウンティAFC
- ウェルシュカップ : 1979-80

オックスフォード・ユナイテッドFC
- フットボールリーグ2部 : 1984-85
- フットボールリーグ3部 : 1983-84
- フットボールリーグカップ : 1985-86

リヴァプールFC
- フットボールリーグ1部 : 1987-88
- FAカップ : 1988-89
- FAコミュニティ・シールド : 1988, 1989

個人
- フットボールリーグ2部 ベストイレブン : 1984-85, 1991-92, 1992-93, 1994-95
- フットボールリーグ1部得点王 : 1987-88
- フットボールリーグ2部得点王 : 1984-85, 1994-95, 1995-96[46]
- FAIインターナショナル・フットボール・アワーズ（英語版）年間最優秀選手賞部門 : 1992